# Terre nuove fiorentine

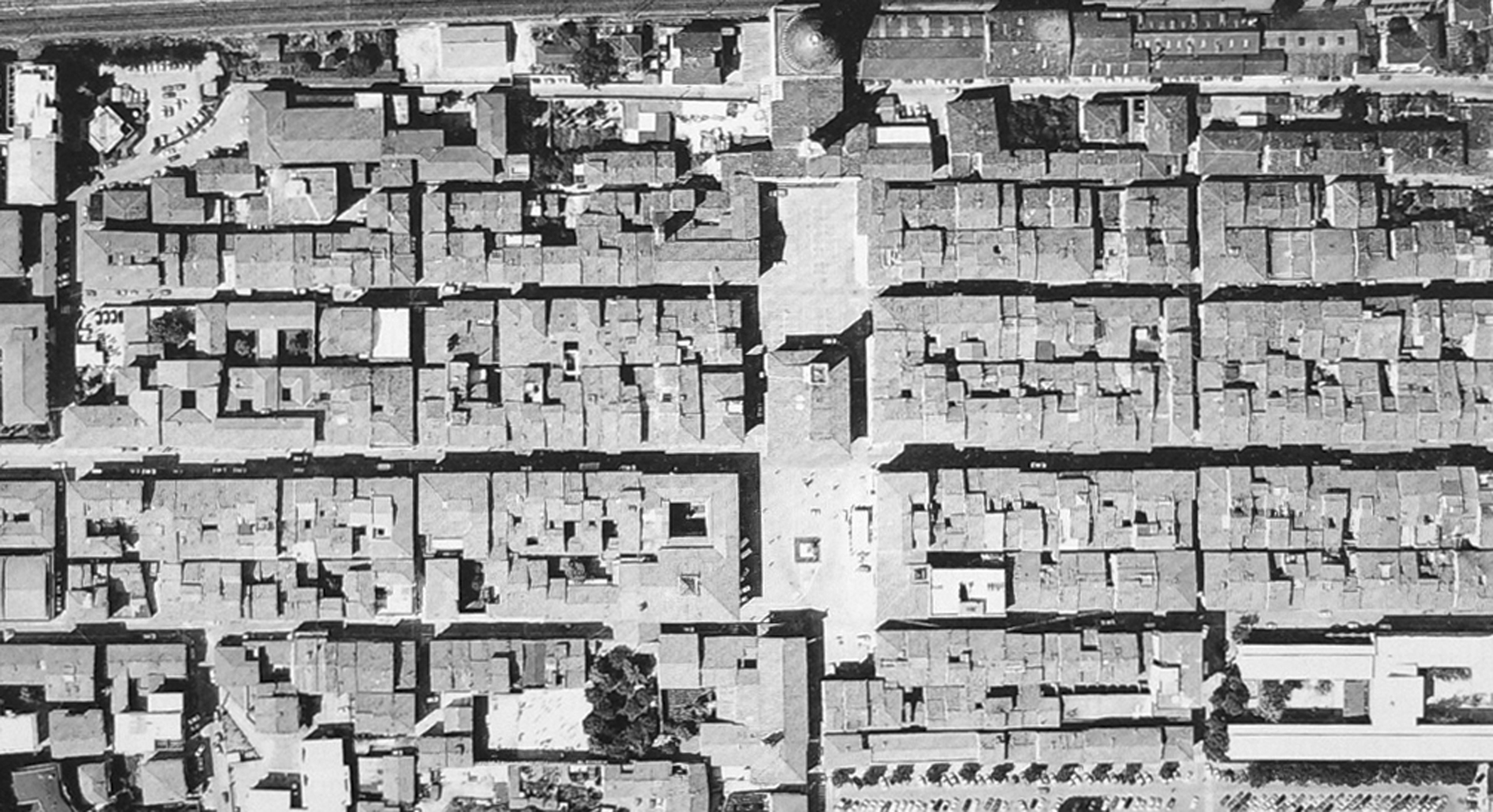
Il centro di San Giovanni

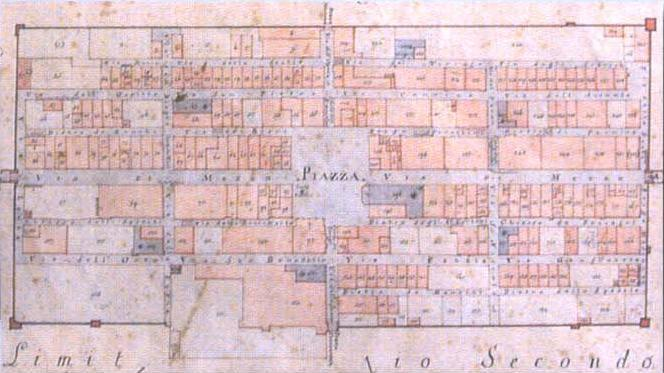
planimetria di Terranuova

Le terre nuove fiorentine sono degli insediamenti urbani fondati nel contado tra la fine del XIII secolo e la prima metà del XIV dal Comune di Firenze. In particolare con tale nome si indicano tre centri posti nel Valdarno superiore, San Giovanni Valdarno, Castelfranco di Sopra e Terranuova Bracciolini, caratterizzati da un comune schema urbanistico. Estensivamente si comprendono con lo stesso nome altri centri urbani di nuova fondazione sorti nello stesso periodo come Scarperia e Firenzuola nel Mugello.

## Storia
Le Terre Nuove nacquero in un periodo in cui il Comune di Firenze stava consolidando la propria supremazia su un contado ancora attraversato da poteri feudali radicati e da tensioni con altre città-stato. Il territorio del Valdarno Superiore, ad esempio, era stato da poco sottratto all’influenza aretina, e necessitava di un controllo diretto e organizzato. A partire dagli anni Novanta del Duecento, Firenze avviò un processo sistematico di fondazione di nuovi centri urbani che potessero servire da strumenti di governo e da modelli alternativi alla frammentazione feudale.
Oltre a esercitare una funzione di controllo territoriale, queste nuove città dovevano contribuire allo sviluppo economico e demografico, attirando popolazione dalle campagne circostanti attraverso incentivi concreti come l’esenzione fiscale, la promessa di libertà personale e la concessione di lotti edificabili.

### Le fondazioni nel Valdarno Superiore
Le prime tre Terre Nuove furono costruite nel Valdarno Superiore, un’area geografica compresa tra Firenze e Arezzo, strategica per il controllo delle vie di comunicazione verso Roma. I centri fondati in quest’area furono:
1. Castel San Giovanni (oggi San Giovanni Valdarno), la cui edificazione ebbe inizio nel 1296;
2. Castel Franco di Sopra (oggi Castelfranco di Sopra), fondato poco dopo;
3. Castel Santa Maria (poi Terranuova Bracciolini), la cui realizzazione cominciò nel 1337.

Questi tre centri, pur essendo cronologicamente distribuiti su un arco di circa quarant’anni, sono accomunati da un progetto urbanistico unitario che ne testimonia la comune origine concettuale, risalente probabilmente al 1299, come indicato da una deliberazione ufficiale della Repubblica fiorentina. In essa si faceva riferimento alla costruzione di "tre terre" in aree del Valdarno, due situate nella pianura di Casuberti e una nei pressi del borgo di Pian di Albero.

### Le fondazioni nel Mugello
Successivamente, l’attenzione della Repubblica si spostò verso nord, nel territorio del Mugello, alle pendici dell’Appennino tosco-emiliano. In questa zona, dominata dalla potente famiglia degli Ubaldini, Firenze promosse la costruzione di nuovi insediamenti per assicurare una presenza militare stabile lungo la direttrice Firenze-Bologna.
Le Terre Nuove progettate in quest’area furono:
1. Castel San Barnaba (oggi Scarperia), fondata nel 1306;
2. Firenzuola, pianificata e fondata anch’essa nel 1306;
3. Giglio Fiorentino, ideata nel 1350 ma mai realizzata.

La funzione principale di questi centri era difensiva: la loro posizione permetteva di presidiare i valichi appenninici e di limitare l’autonomia dei signori locali attraverso un controllo diretto da parte della Repubblica.
La Repubblica favorì il popolamento delle nuove città offrendo condizioni di vita vantaggiose a famiglie e individui provenienti da piccoli castelli o borghi del contado. Gli abitanti venivano incoraggiati a trasferirsi rompendo i legami di sudditanza feudale in cambio dello status di cittadini liberi, con la possibilità di insediarsi in abitazioni assegnate dallo Stato e di accedere a nuovi spazi produttivi e sociali.
Questo processo di inurbamento controllato rappresentava un vero e proprio progetto di ingegneria sociale, volto a creare comunità stabili, organizzate e fedeli al governo centrale, in netta contrapposizione con la frammentazione politica e insediativa tipica del feudalesimo.

## Urbanistica
Uno degli elementi più distintivi delle Terre Nuove fiorentine è la loro configurazione urbana regolare e simmetrica, frutto di una progettazione dettagliata e centralizzata. Ogni città era racchiusa da mura perimetrali con quattro porte d’accesso collocate in corrispondenza dei punti cardinali. Al centro dell’insediamento si trovava la piazza principale, fulcro della vita pubblica e religiosa, dove si affacciavano la chiesa maggiore, il palazzo del magistrato fiorentino o entrambi.
L’impianto stradale prevedeva un asse longitudinale principale, che attraversava l’intero abitato da una porta all’altra, incrociato da una via trasversale, generando una maglia ortogonale. Le strade secondarie, parallele a quella principale, erano intervallate da vie minori trasversali, con una gerarchia di spazi che rispondeva a precise esigenze funzionali e simboliche. Gli isolati erano suddivisi in lotti di dimensioni scalari, con ampiezza e profondità decrescenti man mano che ci si allontanava dall’asse centrale, a cui corrispondeva una decrescita dell’altezza degli edifici.
Alcuni studiosi, come Giulio Guidoni, hanno evidenziato la presenza di una logica geometrica sofisticata alla base di questi impianti, con utilizzo di figure poligonali a sedici o ventiquattro lati e cerchi radiati, come nel caso di San Giovanni Valdarno e Terranuova Bracciolini. Questo schema conferiva all’intero centro un’elevata coerenza spaziale, ispirata a ideali rinascimentali ante litteram di armonia urbana e di unità prospettica.
La progettazione di San Giovanni Valdarno e Castelfranco di Sopra viene attribuita, secondo quanto riferisce Giorgio Vasari, al celebre architetto Arnolfo di Cambio, già attivo a Roma e Firenze. Sebbene l’attribuzione non sia supportata da fonti documentarie dirette, essa è considerata plausibile nel contesto di un più ampio sviluppo di idee urbanistiche e architettoniche che nel tardo Duecento iniziavano a maturare in ambito toscano.
Lo studio sistematico delle Terre Nuove è stato avviato nel XX secolo da Werner Richter, che tra il 1937 e il 1940 pubblicò una raccolta di documenti archivistici sulle fondazioni, con l’eccezione del Giglio Fiorentino. In seguito, David Friedman e lo stesso Guidoni approfondirono la lettura urbanistica e simbolica di questi centri, sottolineandone l’originalità rispetto alle altre esperienze europee coeve di urbanizzazione militare e agricola.

## Conservazione e valorizzazione
Nonostante il passare dei secoli e le trasformazioni urbanistiche intervenute nel tempo, molte delle Terre Nuove fiorentine conservano ancora oggi tracce evidenti della loro struttura originaria. In particolare, gli impianti viari ortogonali, la centralità delle piazze pubbliche e alcuni tratti delle mura perimetrali risultano tuttora leggibili e visibili in loco.
A San Giovanni Valdarno, ad esempio, la conformazione urbana cinquecentesca ricalca fedelmente l’impianto medievale: la piazza centrale, cuore della vita cittadina, è delimitata da edifici storici come il Palazzo d’Arnolfo (già Palazzo Pretorio), che oggi ospita il Museo delle Terre Nuove. Inaugurato nel 2013, il museo rappresenta uno spazio espositivo e didattico dedicato alla storia della pianificazione urbana medievale e al fenomeno delle Terre Nuove, con ricostruzioni grafiche, mappe, documenti e installazioni interattive volte a valorizzare l’esperienza storica e architettonica di questi insediamenti.
Anche a Castelfranco di Sopra è ancora ben conservata la cosiddetta Torre d’Arnolfo, uno degli accessi monumentali dell’antico sistema murario, mentre a Terranuova Bracciolini permangono alcuni tratti delle mura e delle torri difensive, che definivano il perimetro originario della città. In altri centri, come Scarperia e Firenzuola, si trovano esempi significativi di architettura civile e religiosa che rimandano alla funzione amministrativa e militare delle Terre Nuove nel sistema territoriale fiorentino.
Il recupero e la valorizzazione di questi borghi rappresentano oggi non solo un’importante operazione di tutela del patrimonio storico-architettonico, ma anche un’occasione per approfondire la conoscenza dei modelli urbani medievali e delle politiche territoriali della Repubblica di Firenze. Le Terre Nuove fiorentine costituiscono infatti un esempio precoce di urbanistica razionale, orientata al controllo del territorio, all’ordine sociale e alla progettazione dello spazio in chiave politica, economica e simbolica.